# Danderyd
La commune de Danderyd est une commune suédoise du comté de Stockholm. C'est l'une des plus petites municipalités de Suède, mais la plus riche et quelque 31 799 personnes y vivaient en 2011. Elle comporte quatre districts soit Danderyd, Djursholm, Stocksund (dans l'agglomération de Stockholm) et Enebyberg. Son chef-lieu se situe à Djursholm.
La « vieille » municipalité rurale de Danderyd a été scindée au début du XXe siècle, lorsque Djursholm et Stocksund se sont séparés en 1901 et 1910 respectivement. Depuis 1971, la municipalité de Danderyd est réunifiée à peu près aux anciennes limites.

## Géographie
La municipalité est située dans la partie sud-est de la région d'Uppland, avec Stora Värtan, Lilla Värtan et la mer Baltique à l'est. La commune de Danderyd est limitrophe de la commune de Täby au nord, de la commune de Vaxholm à l'est, de la commune de Lidingö au sud-est, de la commune de Stockholm au sud, de la commune de Solna au sud-ouest et de la commune de Sollentuna à l'ouest, toutes situées dans le comté de Stockholm.

## Population et localités principales
La population de la municipalité de Danderyd est parmi les plus riches du pays, avec le revenu imposé moyen par habitant le plus élevé. Une des raisons en est le prix élevé de l'immobilier, qui est en partie dû à une politique restrictive sur les nouveaux développements du conseil municipal. Elle se répartissait ainsi dans les quatre districts en 2011 :
- Danderyd (10 564 hab.) ;
- Djursholm (9 114 hab.) ;
- Enebyberg (5 317 hab.) ;
- Stocksund (6 770 hab.).

Restent 34 hab. dans une partie de la localité de Täby (4 701 hab.) et de celle de Tranholmen (217 hab.).

## Résidents notables et personnalités
- Helge von Koch (1870-1924), mathématicien ;
- Elis Ellis (1879-1956), acteur suédois ;
- Kary H Lasch (1914-1993), photographe, y est décédé ;
- Stig Dagerman (1923-1954), journaliste et écrivain ;
- Claes-Göran Hederström (1945-2022), chanteur, y est né ;
- Christian Lindberg (1958-), musicien ;
- Irina Björklund (1973-), actrice et chanteuse finlandaise ;
- Sofia de Suède (1984-), duchesse de Värmland et épouse du prince Carl Philip de Suède ;
- Tove Lo (1987-), musicienne pop ;
- Hanna Ardéhn (1995-), actrice suédoise ;
- Benjamin Ingrosso (1997-), auteur-compositeur-interprète suédois ;
- Robin Tihi (2002-), footballeur finlandais né à Danderyd ;
- Prince Nicolas (2015-), fils de la Princesse Madeleine de Suède et de Christopher O'Neill ;
- Prince Alexander de Suède (2016), fils de Carl Philip et Sofia de Suède.